# Elvira Soukop
Elvira Soukop (* vor 1990 in Wien) ist eine österreichische Opernsängerin (Mezzosopran).

## Leben
Von 1990 bis 1998 studierte sie am Konservatorium der Stadt Wien Sologesang bei Christine Schwarz und Musikalisches Unterhaltungstheater (Gesang, Tanz, Schauspiel). Beide Studiengänge schloss sie "mit Auszeichnung" ab.
Von 1997 bis 2001 studierte sie zudem in der Klasse von  Hartmut Höll/Mitsuko Shirai Lied und Oratorium.
Sie besuchte Meisterkurse u. a. bei Simon Baddi, Rudolf Knoll und György Korondi.
1992 gewann sie den 1. Kleinkunstpreis Niederösterreich und 1998 den 1. Jury- und den 1. Publikumspreis des Nico-Dostal-Wettbewerbs.